# Trimmatom pharus
Trimmatom pharus är en fiskart som beskrevs av Richard Winterbottom 2001. Trimmatom pharus ingår i släktet Trimmatom och familjen smörbultsfiskar. Inga underarter finns listade i Catalogue of Life.